# Сборная Туркменистана по теннису в Кубке Билли Джин Кинг
Сборная Туркменистана по теннису в Кубке Федерации — официальный представитель Туркменистана в Кубке Федерации. Руководящий состав сборной определяется Ассоциацией тенниса Туркменистана.
Капитаном команды является Марина Бандер (занимает этот пост с 2015 года).
Национальные цвета — белый верх и зелёный низ.

## История выступлений
Команда создана в 2004 году. До этого лучшие игроки сборной выступали в составе сборной СССР.

## Рекордсмены команды
| Максимальное общее число побед               | 24-15 | Анастасия Пренко                     |
| Максимальное число побед в одиночных матчах  | 14-9  | Анастасия Пренко                     |
| Максимальное число побед в парных матчах     | 10-6  | Анастасия Пренко                     |
| Лучшая пара                                  | 6-3   | Дженнета Халлыева / Анастасия Пренко |
| Наибольшее число участий в матчевых встречах | 24    | Анастасия Пренко                     |
| Наибольшее число лет в турнире               | 6     | Дженнета Халлыева Анастасия Пренко   |

## Последние 3 матча сборной
| Год  | Стадия                                            | Место (покрытие)           | Соперник   | Участвовавшие игроки                                     | Счёт |
| ---- | ------------------------------------------------- | -------------------------- | ---------- | -------------------------------------------------------- | ---- |
| 2015 | Зона Азия/Океания. Плей-офф за 1 место в группе I | Хайдарабад, Индия, хард(i) | Индия      | Джахана Байрамова Анастасия Пренко                       | 0-2  |
| 2015 | Зона Азия/Океания. Группа I                       | Хайдарабад, Индия, хард(i) | Кыргызстан | Джахана Байрамова Анастасия Пренко Гулян Мухамметкулиева | 3-0  |
| 2015 | Зона Азия/Океания. Группа I                       | Хайдарабад, Индия, хард(i) | Иран       | Джахана Байрамова Анастасия Пренко Гулян Мухамметкулиева | 3-0  |